# Дом Ханддоржа
Дом Ханддорж-чинвана (монг. Чин ван Ханддоржийн өргөө) — памятник архитектуры Монголии начала XX века. Принадлежал выдающемуся деятелю национальной революции, государственному деятелю, дипломату М. Ханддоржу. Располагается на улице Сеула в районе Улан-Батора Сухэ-Батор (Монголия).

## История
Дом был построен в Урге в 1913 году на личные средства князя Ханддоржа, назначенного в 1911 году министром иностранных дел и вынужденного в связи с этим постоянно проживать в столице. После его гибели в 1915 году здание отошло его сыну Х. Жамбалцэрэну. После Народной революции и вплоть до 1922 года в доме проживал вице-министр иностранных дел Б. Цэрэндорж.
В 1923 году здание отошло Учёному комитету Монголии. В рамках проводившейся в 1941—1948 годах кампании по взятию под охрану памятников истории и культуры МНР зданию было присвоена II степень государственной охраны. В 1973 году подвергся ремонтным работам, в 1975—1978 годах, с целью организовать в нём подведомственный Музею изобразительных искусств Театральный музей, были сняты чертежи, произведена тщательная фотосъёмка и новый этап реставрационных работ. Однако по их окончании решение о размещении в нём театрального музея было отменено, а вместо этого здание было отдано под организацию театра юного зрителя «Саран хөхөө». Следующие плановые реставрационные работы прошли в 1991 году. В 2010 году было принято решение открыть в здании музей дипломатии и международных отношений Монголии в ознаменование столетнего юбилея дипломатической службы страны.
В декабре 2011 года рядом с домом был открыт памятник Ханддоржу.

## Архитектура
Здание имеет фундамент 7.5 на 16.0 м. Нижний этаж двухэтажного здания выполнен из кирпича и дерева, изначально служил для проживания в зимнее время; построен в русском стиле: с побелкой и характерными наличниками и ставнями. Верхний, полностью остеклённый этаж, предназначавшийся для летнего периода, а также деревянная крыша, выполнены в стилистике китайской архитектуры. Здание является важным памятником монгольской жилой архитектуры и характерно рядом декоративных отличий от традиционной монгольской храмовой архитектуры.